# 以黑死之名
《以黑死之名》（英語：Black Death）是一部2010年德國和英國合拍的動作驚悚片，為克里斯多佛·史密斯執導並和Dario Poloni共同編劇。由西恩·賓、艾迪·瑞德曼和卡莉絲·范·荷登主演。英國和德國分別於2010年6月11日與2010年9月9日上映。

## 劇情
中世紀英格蘭正遭逢黑死病肆虐，到處是一片末世降臨的景象，而恐懼的人們只有越來越迷信。

## 演員
- 西恩·賓 飾 Ulric
- 艾迪·瑞德曼 飾 Osmund
- 卡莉絲·范·荷登 飾 Langiva
- 約翰·林區 飾 Wolfstan
- 提姆·麥克納尼 飾 Hob
- 金柏莉·尼克森 飾 Averill
- 安迪·尼曼 飾 Dalywag
- 大衛·華納 飾 Abbot

## 外部連結
- 官方网站
- 互联网电影数据库（IMDb）上《Black Death》的资料（英文）
- Box Office Mojo上《Black Death》的資料（英文）
- 爛番茄上《Black Death》的資料（英文）
- Metacritic上《Black Death》的資料（英文）
- Interview with Dario Poloni（页面存档备份，存于）